# Joppa verticalis
Joppa verticalis är en stekelart som beskrevs av Johan Christian Fabricius 1804.
Joppa verticalis ingår i släktet Joppa och familjen brokparasitsteklar. Utöver nominatformen finns också underarten Joppa verticalis sumichrasti.